# 哈姆费尔德
哈姆费尔德是德国石勒苏益格－荷尔斯泰因州的一个市镇。总面积3.47平方公里，总人口455人，其中男性192人，女性263人（2011年12月31日），人口密度131人/平方公里。